# Echobelly
Echobelly, brittisk-svenskt indie-band, vars främsta storhetstid var mitten av 1990-talet.

## Medlemmar
Nuvarande medlemmar
- Sonya Aurora Madan – sång (1992—2004, 2009 –)
- Glenn Johansson – gitarr (1992—2004, 2009 –)
- Oliver McKiernan – basgitarr (2015–)
- Ash Hall – trummor (2015–)

Tidigsare medlemmar
- Alex Keyser – basgitarr (1992–1996)
- Andy Henderson – trummor (1992–2004)
- Debbie Smith – gitarr (1994–1997)
- James Harris – basgitarr (1996–1998)
- Ruth Owen – basgitarr (1998–2004)

## Diskografi
Studioalbum
- Everyone's Got One (1994)
- On (1995)
- Lustra (album) (1997)
- People Are Expensive (2001)
- Gravity Pulls (2004)
- Anarchy and Alchemy (2017)

Samlingsalbum
- I Can't Imagine the World Without Me (2001)
- The Best of Echobelly (2008)

EP
- Digit (2000)

Singlar (topp 50 på UK Singles Chart)
- "Insomniac" (1994) (UK #47)
- "I Can't Imagine the World Without Me" (1994) (UK #39)
- "Great Things" (1995) (UK #13)
- "King of the Kerb" (1995) (UK #25)
- "Dark Therapy" (1996) (UK #20)
- "The World Is Flat" (1997) (UK #31)